# 莱马尔蒂
莱马尔蒂（法語：Les Martys，法語發音：[le maʁti] ⓘ）是法国奥德省的一个市镇，位于该省西北部，属于卡尔卡松区。

## 地理
莱马尔蒂（43°24'59"N, 2°18'21"E）面积19.18 平方千米，位于法国奧克西塔尼大區奥德省，该省份为法国南部沿海省份，北起塔恩省，西北接上加龙省，西接阿列日省，南至东比利牛斯省，东临地中海，东北与埃罗省接壤。
与莱马尔蒂接壤的市镇（或旧市镇、城区）包括：科德布龙德、屈克萨克卡巴代斯、马斯卡巴代斯、米拉瓦勒卡巴代斯、拉图雷特卡巴代斯、拉布吕吉耶尔、马扎梅。

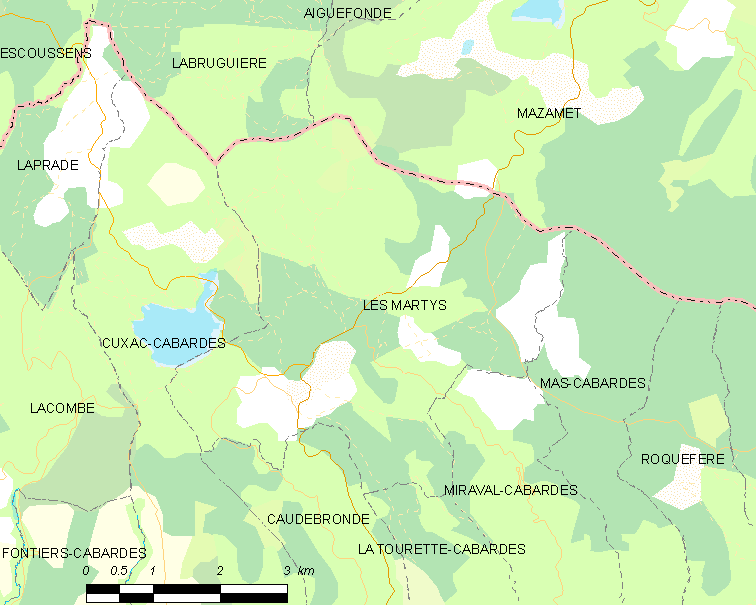
莱马尔蒂的OSM定位图

莱马尔蒂的时区为UTC+01:00、UTC+02:00（夏令时）。

## 行政
莱马尔蒂的邮政编码为11390，INSEE市镇编码为11221。

## 政治
莱马尔蒂所属的省级选区为奥尔比耶勒河谷县。

## 人口

1962-2008年间莱马尔蒂人口变化图示

莱马尔蒂于2022年1月1日时的人口数量为307人。